# فرودگاه شهرستان ترانسیلوانیا
فرودگاه شهرستان ترانسیلوانیا (به انگلیسی: Transylvania County Airport) یک فرودگاه خصوصی باربری است که یک باند فرود آسفالت دارد و طول باند آن ۸۸۵ متر است. این فرودگاه در کشور ایالات متحده آمریکا قرار دارد و در ارتفاع ۶۴۳ متری از سطح دریا واقع شده است.